# San Juan de la Encinilla
San Juan de la Encinilla è un comune spagnolo di 123 abitanti situato nella comunità autonoma di Castiglia e León.